# Józef Torwiński
Józef Torwiński (ur. 19 marca 1890 we Lwowie, zm. 8 sierpnia 1980 w Łodzi) – doktor prawa, inspektor Policji Państwowej.

## Życiorys
Urodził się 19 marca 1890 we Lwowie w rodzinie Michała. Ukończył VIII Gimnazjum we Lwowie, następnie studiował na Wydziale Prawa Uniwersytetu Franciszkańskiego. Po wybuchu I wojny światowej, jako kandydat adwokacki przebywał wraz z żoną w Bruck an der Mur. Przez rok służył w armii austro-węgierskiej. Po zwolnieniu z wojska pracował w Dyrekcji Policji w Wydziale Stowarzyszeń, Widowisk i Prasy (urzędzie cenzorskim c.k. monarchii). W marcu 1918 uzyskał stopień doktora praw.
Po odzyskaniu przez Polskę niepodległości w II Rzeczypospolitej wstąpił do Policji Państwowej. Został awansowany do stopnia inspektora. Uczestniczył w polsko-ukraińskich walkach o Lwów (1918–1919). Od sierpnia 1921 pełnił funkcję zastępcy komendanta miasta Lwowa. W 1925 wysunięto jego kandydaturę na inspektora policji politycznej Komisariatu Rządu miasta stołecznego Warszawy. W lutym 1926 został przeniesiony na stanowisko oficera inspekcyjnego Komendy Okręgu Lwowskiego. Od 21 lipca 1927 do 26 listopada 1928 sprawował stanowisko komendanta Okręgu X Stanisławowskiego. Od 26 listopada 1928 do 13 stycznia 1939 sprawował stanowisko komendanta Okręgu II Łódzkiego. W grudniu 1938 obchodził 10-lecie pracy na stanowisku komendanta wojewódzkiego PP w Łodzi. 13 stycznia 1939 objął stanowisko komendanta Okręgu I Warszawskiego i sprawował je do kresu istnienia II RP we wrześniu 1939. Do 1939 zasiadał w komitecie redakcyjnym czasopisma branżowego „Przegląd Policyjny”
Po wybuchu II wojny światowej 1939, kampanii wrześniowej i agresji ZSRR na Polskę z 17 września 1939 został aresztowany przez Sowietów. Początkowo przebywał w obozie rozdzielczym w Kozielsku, a następnie w obozie specjalnym NKWD w Ostaszkowie, przeznaczonym dla jeńców-policjantów i funkcjonariuszy innych służb mundurowych. Po 1940 był osadzony w obozie jenieckim NKWD w Griazowcu. W drugiej połowie października 1941 został skierowany do Penzy z zadaniem utworzenia placówki kierującej zwalnianych Polaków do ośrodków formowania Polskich Sił Zbrojnych. Następnie znalazł się w Buzułuku, skąd trafił jako kontraktowy urzędnik wojskowy do Nowosybirska, gdzie do marca 1942 pełnił funkcję oficera łącznikowego. Później między marcem a sierpniem 1942 pracował w Jangi-Jul w Referacie Rodzin Wojskowych Dowództwa Polskich Sił Zbrojnych. Po ewakuacji wojsk polskich z ZSRS przebywał w obozie dla uchodźców w Teheranie. W czerwcu 1944 trafił do osiedla Morogoro w Tanzanii, a następnie do Nairobi (Kenia) i Kidugali (Tanzania) gdzie był m.in. komendantem Wydziału Bezpieczeństwa przy obozach uchodźców.
Po zakończeniu wojny 2 lipca 1947 wrócił do Krakowa. Następnie osiedlił się w Szczecinie, gdzie pracował w Centrali Produktów Naftowych, później w Miejskim Handlu Detalicznym. W 1954 został aresztowany przez UB. Po zwolnieniu mieszkał w Szczecinie i Łodzi.
Zmarł 8 sierpnia 1980 w Łodzi. Został pochowany na cmentarzu prawosławnym św. Aleksandra, na którym od 1970 odbywały się również pogrzeby katolickie.

## Ordery i odznaczenia
- Krzyż Oficerski Orderu Odrodzenia Polski (10 listopada 1928)[13]
- Złoty Krzyż Zasługi (dwukrotnie: 10 sierpnia 1924[14], 7 czerwca 1939[15])
- Medal Dziesięciolecia Odzyskanej Niepodległości[5]

## Publikacje
- Egzamin szoferski z zakresu przepisów prawnych dotyczących ruchu kołowego w Polsce (1930, współautor: Izydor Bechmetiuk)[16].